# Rally Villa de Llanes de 2009
El Rally Villa de Llanes de 2009, oficialmente 33.º Rally Villa de Llanes, fue la trigésimo tercera edición y la octava cita de la temporada 2009 del Campeonato de España de Rally. Se celebró del 26 al 27 de septiembre y contó con un itinerario de nueve tramos que sumaban un total de 162 km cronometrados.

## Itinerario
| Día   | Tramo | Nombre        | Distancia | Hora  | Ganador              | Tiempo    | Líder                |
| ----- | ----- | ------------- | --------- | ----- | -------------------- | --------- | -------------------- |
| Día 1 | TC1   | Torre-Carmen  | 19.86 km  | 08:45 | Sergio Vallejo       | 11:54.4   | Sergio Vallejo       |
| Día 1 | TC2   | Nueva-Labra   | 19.90 km  | 09:27 | Enrique García Ojeda | 13:28.8   | Enrique García Ojeda |
| Día 1 | TC3   | Torre-Carmen  | 19.86 km  | 11:52 | Alberto Hevia        | 11:43.9   | Alberto Hevia        |
| Día 1 | TC4   | Nueva-Labra   | 19.90 km  | 12:34 | Alberto Hevia        | 13:17.6   | Alberto Hevia        |
| Día 1 | TC5   | Siejo-Puertas | 23.78 km  | 16:18 | Miguel Ángel Fuster  | 13:48.7   | Alberto Hevia        |
| Día 1 | TC6   | La Tornería   | 11.37 km  |       | Alberto Hevia        | 6:59.0    | Alberto Hevia        |
| Día 1 | TC7   | Siejo-Puertas | 23.78 km  |       | Miguel Ángel Fuster  | 13:43.0   | Alberto Hevia        |
| Día 1 | TC8   | La Tornería   | 11.37 km  |       | Cancelado            | Cancelado | Alberto Hevia        |
| Día 1 | TC9   | Noriega       | 12.97 km  | 21:15 | Alberto Hevia        | 7:59.6    | Alberto Hevia        |

## Clasificación final
| Pos. | Piloto               | Copiloto             | Automóvil               | Tiempo    | Diferencia |
| ---- | -------------------- | -------------------- | ----------------------- | --------- | ---------- |
| 1.   | Alberto Hevia        | Alberto Iglesias Pin | Škoda Fabia S2000       | 1:33:05.0 | 0.0        |
| 2.   | Miguel Ángel Fuster  | José Vicente Medina  | Porsche 997 GT3 RS 3.6  | 1:33:33.7 | +28.7      |
| 3.   | Enrique García Ojeda | Jordi Barrabés       | Subaru Impreza STi      | 1:33:42.3 | +37.3      |
| 4.   | Xevi Pons            | Álex Haro            | Mitsubishi Lancer Evo X | 1:36:27.9 | +3:22.9    |
| 5.   | Alberto Monarri      | Alberto Chamorro     | Subaru Impreza STi N14  | 1:38:05.0 | +5:00.0    |
| 6.   | Carlos Márquez Ron   | Fermín Busta         | Mitsubishi Lancer Evo X | 1:38:20.5 | +5:15.5    |
| 7.   | Xabier Lújua         | José Jacinto Burgos  | Mitsubishi Lancer Evo X | 1:38:37.3 | +5:32.3    |
| 8.   | Jonathan Pérez       | Enrique Velasco      | Renault Clio R3         | 1:39:25.8 | +6:20.8    |
| 9.   | Miguel Arias         | Roberto Arias        | Renault Clio R3         | 1:40:09.6 | +7:04.6    |
| 10.  | Daniel Peña          | Pablo Marcos         | Citroën C2 R2 M         | 1:41:07.3 | +8:02.3    |